# Ardmore (comté de Waterford)
Pour les articles homonymes, voir Ardmore.
Ardmore (Aird Mhór en irlandais) est une station balnéaire et un village de pêcheurs dans le comté de Waterford, en Irlande.

## Géographie
Le village est situé près de Youghal sur la côte sud de l’Irlande.
Sa population permanente d’environ 470 habitants augmente nettement pendant la saison touristique.
En septembre 2014, Ardmore est inclus dans une liste des principales villes touristiques d'Irlande Fáilte Ireland.
Le seul hôtel d'Irlande doté d'un restaurant étoilé Michelin, The House de l'hôtel Cliff House, se trouve à Ardmore.
En 1992, le village est lauréat national des Tidy Towns.

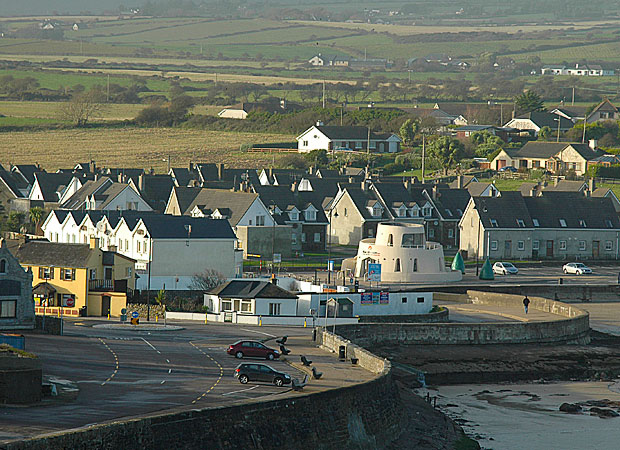
Ardmore, le village.
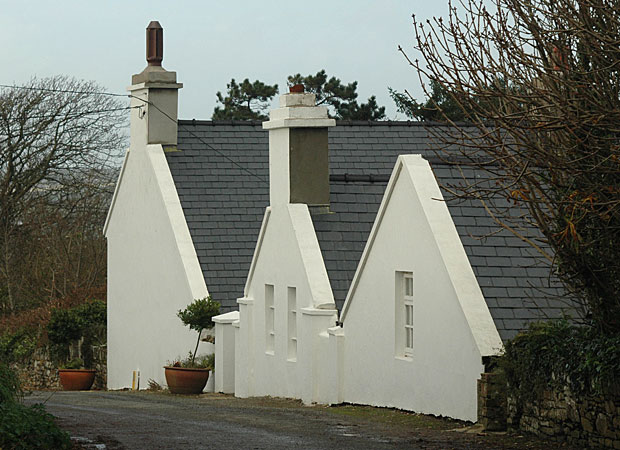
Ardmore, le village.
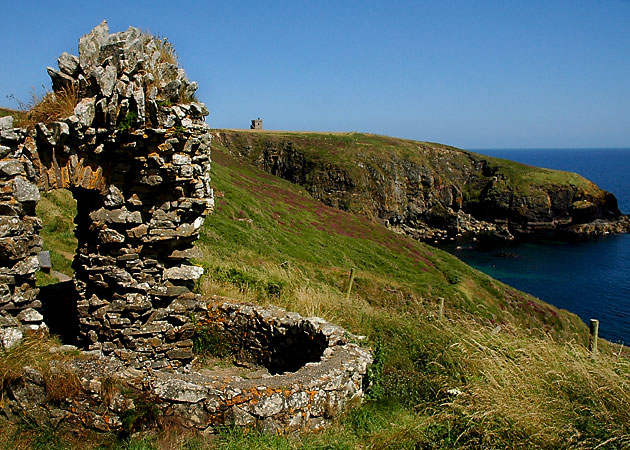
La péninsule d'Ardmore.
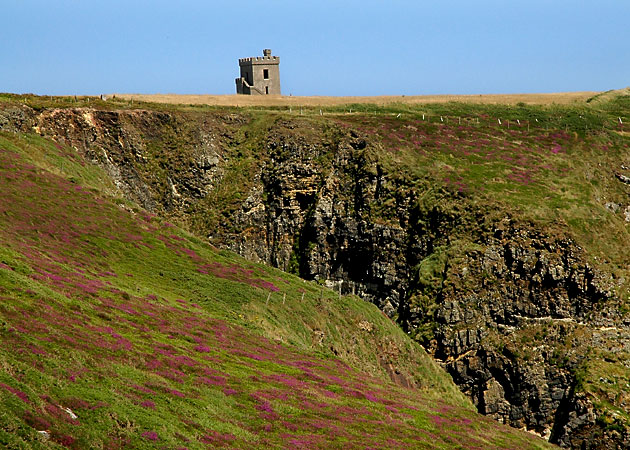
La péninsule d'Ardmore.
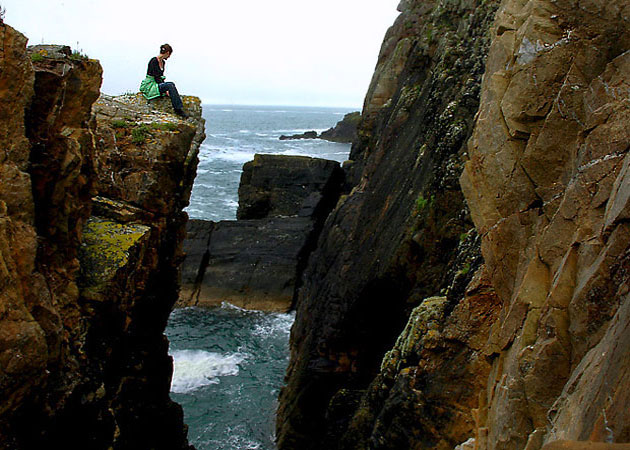
La péninsule d'Ardmore.
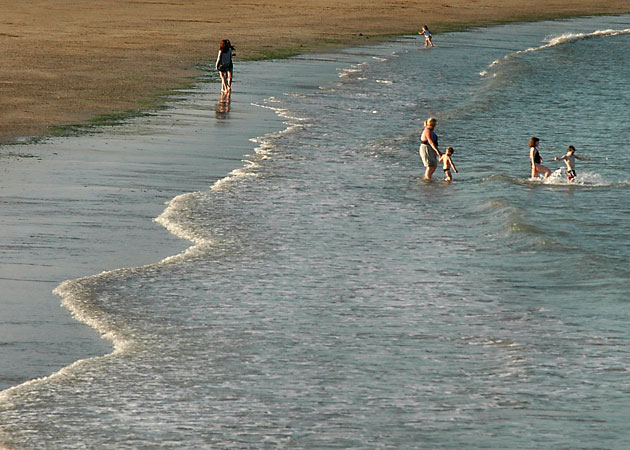
La baie d'Ardmore.

## Histoire
C'est probablement la plus ancienne colonie chrétienne d'Irlande. Saint Declan (en) a vécu dans la région vers 450 après J.-C. peut être même plus tôt, et l’a christianisée, sans doute avant l’arrivée de saint Patrick.

### Ruines ecclésiastiques
Sur une colline au-dessus du village se trouve une tour ronde bien conservée, d'une hauteur de 30 m, du XIIe siècle, ainsi que les ruines d'une cathédrale datant des XIIe siècle et XIIIe siècle,.
Un oratoire du VIIIe siècle se trouve à proximité. L'un des murs extérieurs de la cathédrale héberge des bas reliefs de pierre récupérées dans un édifice du IXe siècle. Ils représentent une harpe antique, des interprétations d'Adam et Ève dans le jardin et le jugement de Salomon. La cathédrale contient également deux Ogham qui reposent dans de petites alcôves. Certains éléments de la structure d'origine sont toujours visibles.

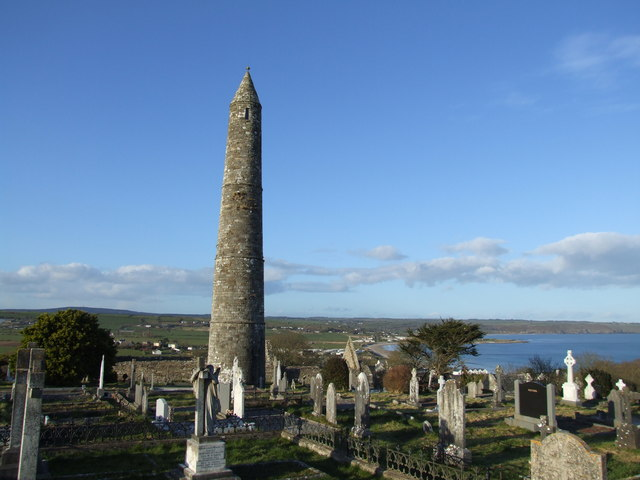
Tour ronde et ruines de la cathédrale St-Declan.
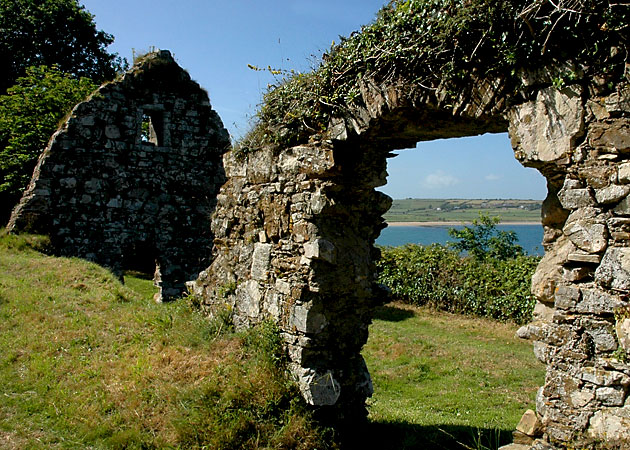
Place Declan, Ardmore.
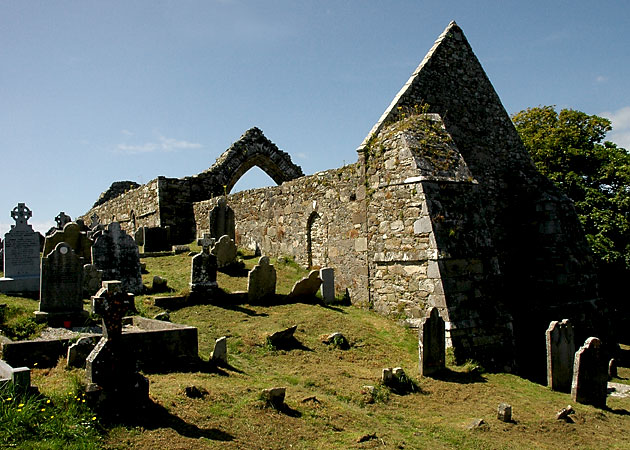
La cathédrale.
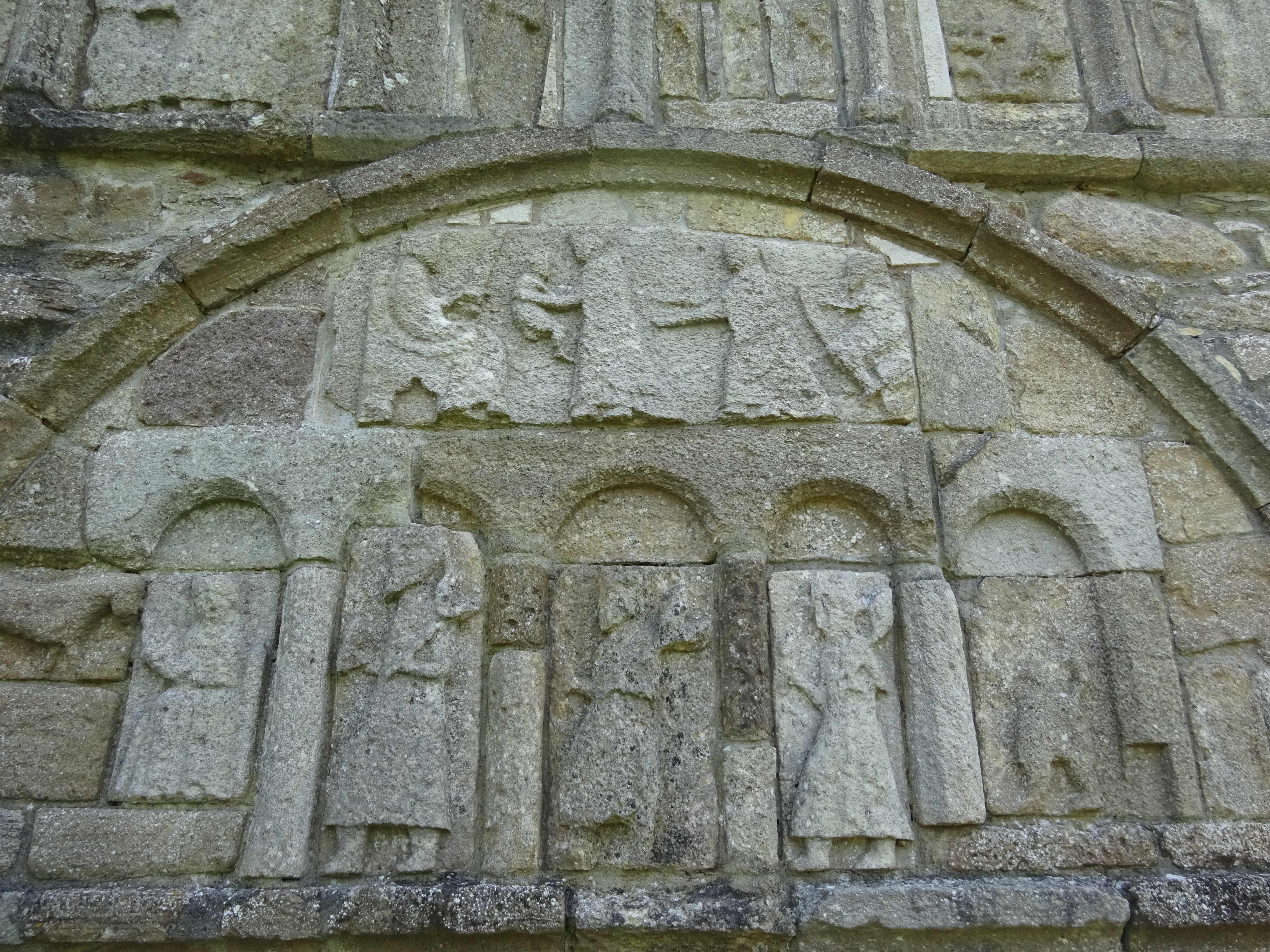
Bas-reliefs en pierre.
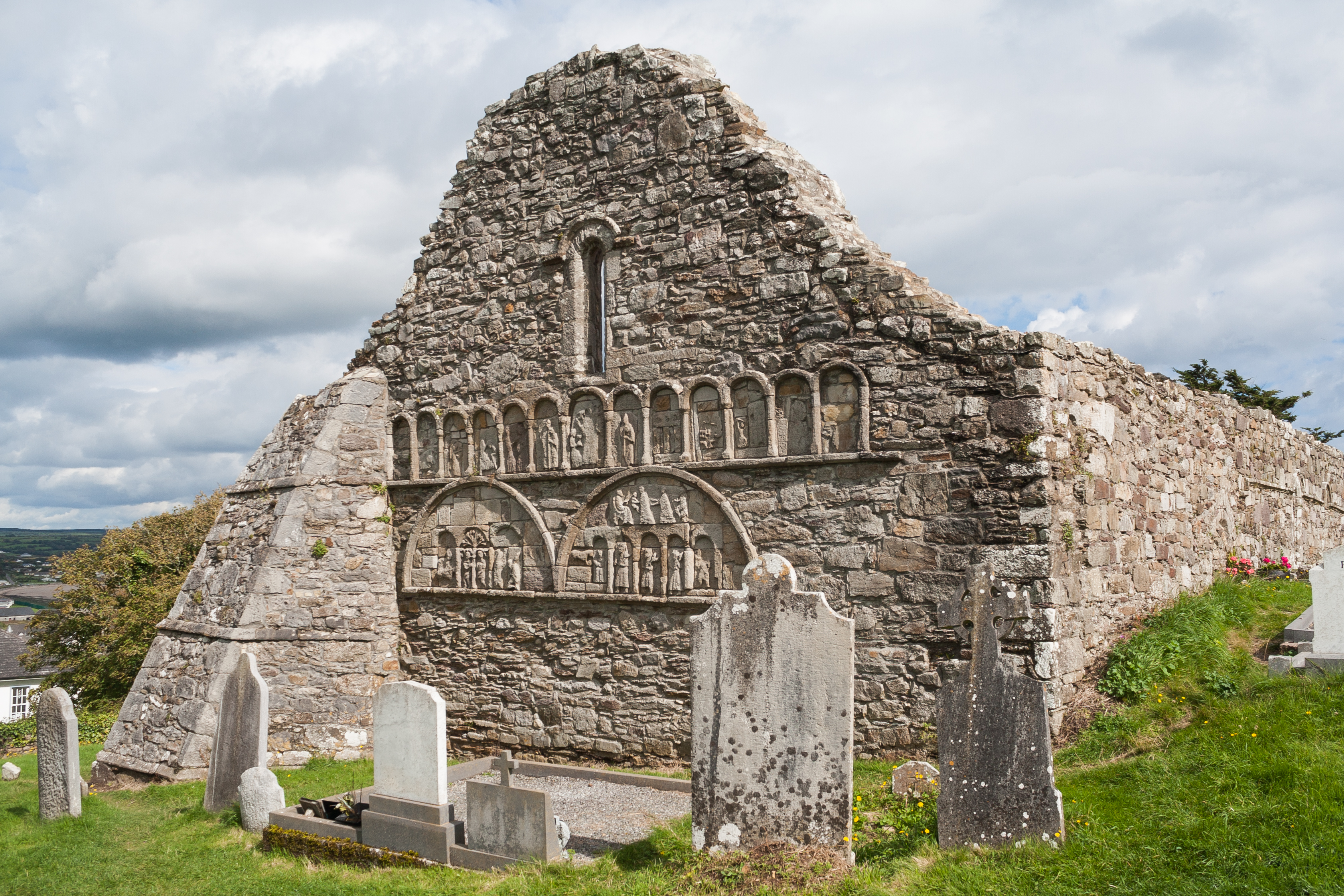
Pignon ouest de la cathédrale.

## Personnalités locales
- Molly Keane, romancière a vécu à Ardmore pendant de nombreuses années et y a été enterrée après sa mort en 1996[7]. Elle est enterrée à côté de l'église (culte d'Irlande) . Sa maison, Dysert, est maintenant un établissement de retraite pour les écrivains[8].

- Nora Roberts, romancière américaine, a situé trois de ses livres à Ardmore, ce qui en fait une destination prisée des touristes américains.

- Fergal Keane, écrivain et journaliste, a passé de nombreuses vacances familiales à Ardmore qu'il décrit comme "le paradis sur terre"[9].

- Claud Cockburn, écrivain et journaliste radical britannique, s’est installé à Ardmore en 1947[10].

- Olivia Wilde, la petite-fille de Cockburn, actrice , a passé de nombreux étés à Ardmore dans son enfance[11].

- La famille Thurston, des écrivains, était autrefois propriétaire de la maison "Maycroft". Une plaque commémorative est fixée au mur. Certains de leurs romans ont été situés dans des endroits très ressemblants à Ardmore.

## Source
- (en) Cet article est partiellement ou en totalité issu de l’article de Wikipédia en anglais intitulé « Ardmore, County Waterford » (voir la liste des auteurs).